# 2172 Plavsk
2172 Plavsk (1973 QA2) là một tiểu hành tinh vành đai chính được phát hiện ngày 31 tháng 8 năm 1973 bởi T. Smirnova ở Nauchnyj.